# 新潟市長
新潟市長（にいがたしちょう）は、新潟市の首長である。

## 概要
現在の新潟市長は、36代目（公選制では20代目）の中原八一である。2018年就任。2022年再選。

## 歴史
1889年（明治22年）、市制の施行によって新潟市が発足とともに設置。1889年5月8日に開かれた第一会新潟市会において元新潟区長で佐賀士族の土橋多四郎、元北蒲原郡長で大垣士族の小倉幸光、鈴木長蔵の三人を市長候補に選定。土橋が辞退し、小倉が初代市長の裁可を得て5月27日に市長に就任した。市制における市長は有給で任期は6年だったが、その市の公民である必要は無かった。その後も、新潟市会で市会議員による投票で市長を決定していた。
第二次世界大戦が終結した後にGHQが地方行政制度の民主化を要求。吉田内閣が市制を改正し1946年（昭和21年）10月4日に施行、公選によって市長が選ばれるようになる。1947年（昭和22年）4月5日に市長選挙が行われ、初代公選市長に村田三郎が就任する。以後、地方自治法の施行により、市長の任期は4年となる。
1975年（昭和50年）4月27日に行われた市長選挙で日本社会党、日本共産党、公明党の推薦を得て立候補した川上喜八郎が当選し、革新勢力による市長が就任。
2002年（平成14年）に就任した篠田昭に自由民主党、公明党も協力したことで2014年（平成26年）までオール与党体制となった。その後周辺市町村との合併問題に取り組み、2005年（平成17年）に新潟市周辺13市町村と合併。2期目となる2007年（平成19年）には政令指定都市へ移行した。
2010年（平成22年）の市長選挙で再選後、3期目には新潟中国総領事館の万代小学校跡地移転問題が発生する中、2011年（平成23年）に当時の泉田裕彦新潟県知事との共同会見で新潟州構想を発表。2013年（平成25年）には国家戦略特区の構想として「ニューフードバレー特区」、「環日本海ゲートウェイ特区」、「簇業(そうぎょう)特区」の案を安倍内閣に提出。2014年（平成26年）3月28日に東京圏などとともに国家戦略特区に決定された。
2015年（平成27年）には新潟交通と共同で「にいがた新バスシステム」、BRT「萬代橋ライン」の運行を開始。2018年（平成30年）7月には次期の選挙に出馬しないことを明らかにし、市長の座を退いた。
同年行われた市長選挙では自由民主党本部の支持を受けた中原八一が当選し43年ぶりの保守単独市長となった。中原は2022年に再選。

## 一覧

### 官選制市長時代
| 代       | 氏名       | 出身          | 会派          | 就任年月日     | 退任年月日     | 備考 |
| -------- | ---------- | ------------- | ------------- | -------------- | -------------- | ---- |
| 1        | 小倉幸光   |               |               | 1889年5月27日  | 1891年6月3日   |      |
| 2        | 鈴木長蔵   |               |               | 1891年6月30日  | 1897年6月29日  |      |
| 3        | 鈴木長蔵   | 1897年7月8日  | 1899年5月30日 |                |                |      |
| 4        | 八木朋直   |               |               | 1899年7月24日  | 1902年9月25日  |      |
| 5        | 萩野左門   |               |               | 1902年11月4日  | 1904年2月20日  |      |
| 6        | 吉田良治郎 |               |               | 1904年4月27日  | 1910年4月26日  |      |
| 7        | 吉田良治郎 | 1910年5月10日 | 1916年5月9日  |                |                |      |
| 8        | 桜井市作   |               |               | 1916年12月28日 | 1919年1月16日  |      |
| 9        | 渡辺兼二   |               |               | 1919年9月22日  | 1921年9月10日  |      |
| 職務管掌 | 村井八郎   |               |               | 1921年9月11日  | 1922年1月13日  |      |
| 10       | 柴崎雪次郎 |               |               | 1922年1月14日  | 1925年5月6日   |      |
| 11       | 中村淑人   |               |               | 1925年8月26日  | 1929年8月25日  |      |
| 職務管掌 | 堀田健男   |               |               | 1929年8月26日  | 1929年11月15日 |      |
| 12       | 中村淑人   |               |               | 1929年11月16日 | 1933年11月15日 |      |
| 職務管掌 | 稲葉清之助 |               |               | 1933年12月27日 | 1934年1月29日  |      |
| 13       | 小柳牧衛   |               |               | 1934年1月30日  | 1937年7月24日  |      |
| 14       | 村松武美   |               |               | 1937年12月17日 | 1938年8月26日  |      |
| 15       | 井上英     |               |               | 1938年12月5日  | 1942年12月4日  |      |
| 16       | 井上英     | 1942年12月5日 | 1946年11月8日 |                |                |      |

### 公選制市長時代
| 代 | 公選代 | 氏名       | 出身   | 会派           | 就任年月日     | 退任年月日             | 備考                                               |
| -- | ------ | ---------- | ------ | -------------- | -------------- | ---------------------- | -------------------------------------------------- |
| 17 | 1      | 村田三郎   | 新潟県 | 無所属         | 1947年4月7日   | 1951年4月4日           | 日本自由党、日本進歩党推薦                         |
| 18 | 2      | 村田三郎   | 新潟県 | 無所属         | 1951年4月25日  | 1955年4月14日          |                                                    |
| 19 | 3      | 村田三郎   | 新潟県 | 無所属         | 1955年5月2日   | 1959年5月1日           |                                                    |
| 20 | 4      | 渡辺浩太郎 | 新潟県 | 自由民主党     | 1959年5月2日   | 1963年5月1日           |                                                    |
| 21 | 5      | 渡辺浩太郎 | 新潟県 | 自由民主党     | 1963年5月2日   | 1967年5月1日           |                                                    |
| 22 | 6      | 渡辺浩太郎 | 新潟県 | 自由民主党     | 1967年5月2日   | 1971年5月1日           |                                                    |
| 23 | 7      | 渡辺浩太郎 | 新潟県 | 自由民主党     | 1971年5月2日   | 1975年5月1日           |                                                    |
| 24 | 8      | 川上喜八郎 | 新潟県 |                | 1975年5月2日   | 1979年5月1日           | 日本社会党、日本共産党、公明党の推薦を得て立候補。 |
| 25 | 9      | 川上喜八郎 | 新潟県 | 1979年5月2日   | 1982年12月14日 |                        |                                                    |
| 26 | 10     | 若杉元喜   | 新潟県 |                | 1983年1月30日  | 1987年1月29日          | 日本社会党、日本共産党の推薦、公明党が支持。       |
| 27 | 11     | 若杉元喜   | 新潟県 | 1987年1月30日  | 1990年10月9日  |                        |                                                    |
| 28 | 12     | 長谷川義明 | 新潟県 |                | 1990年11月18日 | 1994年11月17日         | 日本社会党、日本共産党などが支持。                 |
| 29 | 13     | 長谷川義明 | 新潟県 | 1994年11月18日 | 1998年11月17日 |                        |                                                    |
| 30 | 14     | 長谷川義明 | 新潟県 | 1998年11月18日 | 2002年11月17日 | 民主党推薦。           |                                                    |
| 31 | 15     | 篠田昭     | 新潟県 | 無所属         | 2002年11月18日 | 2006年11月17日         | 自由民主党、民主党、公明党の推薦を受けて立候補。   |
| 32 | 16     | 篠田昭     | 新潟県 | 無所属         | 2006年11月18日 | 2010年11月17日         |                                                    |
| 33 | 17     | 篠田昭     | 新潟県 | 無所属         | 2010年11月18日 | 2014年11月17日         |                                                    |
| 34 | 18     | 篠田昭     | 新潟県 | 無所属         | 2014年11月18日 | 2018年11月17日         |                                                    |
| 35 | 19     | 中原八一   | 新潟県 | 無所属         | 2018年11月18日 | 2022年11月17日         | 自由民主党本部が支持。                             |
| 36 | 20     | 中原八一   | 新潟県 | 無所属         | 2022年11月18日 | 2026年11月17日（予定） |                                                    |

## 公選制選挙結果

### 日程
| 回 | 投票日         | 告示日   | 有権者数  | 投票率 | 備考  |
| -- | -------------- | -------- | --------- | ------ | ----- |
| 1  | 1947年4月5日   |          | 人        | %      |       |
| 2  | 1951年4月23日  |          | 人        | %      |       |
| 3  | 1955年4月30日  |          | 人        | %      |       |
| 4  | 1959年4月30日  |          | 人        | %      |       |
| 5  | 1963年4月30日  |          | 人        | 81.14% |       |
| 6  | 1967年4月28日  |          | 人        | %      |       |
| 7  | 1971年4月25日  |          | 人        | %      |       |
| 8  | 1975年4月27日  |          | 人        | %      |       |
| 9  | 1979年4月22日  |          | 人        | %      |       |
| 10 | 1983年1月30日  |          | 人        | 67.8%  |       |
| 11 | 1987年1月18日  |          | 人        | 25.9%  |       |
| 12 | 1990年11月18日 |          | 人        | %      |       |
| 13 | 1994年11月6日  |          | 人        | %      |       |
| 14 | 1998年11月8日  | 11月1日  | 383,159人 | 36.97% |       |
| 15 | 2002年11月10日 | 11月3日  | 413,521人 | 39.18% |       |
| 16 | 2006年11月12日 | 11月5日  | 651,467人 | 40.71% |       |
| 17 | 2010年11月14日 | 10月31日 | 656,806人 | 31.04% |       |
| 18 | 2014年11月9日  | 10月26日 | 658,862人 | 40.57% | [ 7 ] |
| 19 | 2018年10月29日 | 10月14日 | 667,907人 | 49.83% |       |
| 20 | 2022年10月23日 | 10月9日  | 656,827人 | 32.10% |       |

### 結果

#### 1947年から1971年まで
1947年4月5日
1947年(昭和22年)4月5日の市長選挙には、日本自由党と日本進歩党の推薦を受けた無所属の村田三郎らが立候補。事前予想では村田と長谷川の決戦とみられていたが、村田が他候補者を圧倒して当選。
※当日有権者数：人 最終投票率：%（前回比：pts）
| 候補者名   | 年齢 | 所属党派   | 新旧別 | 得票数   | 得票率 | 推薦・支持 |
| ---------- | ---- | ---------- | ------ | -------- | ------ | ---------- |
| 村田三郎   |      | 無所属     | 新     | 30,832票 | %      |            |
| 佐藤正男   |      | 立憲養正會 | 新     | 14,195票 | %      |            |
| 長谷川寛   |      | 日本社会党 | 新     | 13,893票 | %      |            |
| 新保八十平 |      | 無所属     | 新     | 3,600票  | %      |            |
| 小島信司   |      | 無所属     | 新     | 3,052票  | %      |            |

1951年4月23日
1951年(昭和26年)4月23日、第二回統一地方選挙の前半戦として実施。再選を目指す村田三郎が早くから立候補を表明。村田の独走と予想されたが、告示直前になって新潟日報論説委員の森田甲子三が日本社会党の推薦を受けて出馬。二人による選挙戦となった。結果は、村田が森田を大きく引き離して圧勝した。
※当日有権者数：人 最終投票率：91%（前回比：pts）
| 候補者名   | 年齢 | 所属党派   | 新旧別 | 得票数   | 得票率 | 推薦・支持 |
| ---------- | ---- | ---------- | ------ | -------- | ------ | ---------- |
| 村田三郎   |      | 無所属     | 現     | 76,473票 | %      |            |
| 森田甲子三 |      | 日本社会党 | 新     | 22,815票 | %      |            |

1955年4月30日
1955年(昭和30年)4月30日。三選を目指す村田三郎と、日本社会党の新人笠原貞造の一騎討ちとなったが、村田が笠原に15,000票以上の差をつけて当選。笠原は日本民主党や市議会の反村田派の応援を得て市長選に臨んだが、村田の三選を阻止することはできなかった。
※当日有権者数：人 最終投票率：%（前回比：pts）
| 候補者名 | 年齢 | 所属党派   | 新旧別 | 得票数   | 得票率 | 推薦・支持 |
| -------- | ---- | ---------- | ------ | -------- | ------ | ---------- |
| 村田三郎 |      | 無所属     | 現     | 68,074票 | %      |            |
| 笠原貞造 | 54   | 日本社会党 | 新     | 53,039票 | %      |            |

1959年4月30日
1959年(昭和34年)4月30日の新潟市長選挙は、村田の引退を受けた自民党の前市議渡辺浩太郎、革新系無所属の松木明、無所属元衆議院議員の玉井祐吉の三者で争われたが、2,000票あまりの小差で渡辺が当選した。
※当日有権者数：人 最終投票率：%（前回比：pts）
| 候補者名   | 年齢 | 所属党派   | 新旧別 | 得票数   | 得票率 | 推薦・支持 |
| ---------- | ---- | ---------- | ------ | -------- | ------ | ---------- |
| 渡辺浩太郎 |      | 自由民主党 | 新     | 65,156票 | %      |            |
| 松木明     |      | 無所属     | 新     | 63,125票 | %      |            |
| 玉井祐吉   | 44   |            | 新     | 14,729票 | %      |            |

1967年4月28日
1967年(昭和42年)4月28日の新潟市長選挙は、三選を目指す現職の渡辺浩太郎に、日本社会党の森田甲子三が挑んだ。渡辺は前回4万票近くの差をつけた森田に、18,000票の差に詰め寄られた。
※当日有権者数：人 最終投票率：%（前回比：pts）
| 候補者名   | 年齢 | 所属党派   | 新旧別 | 得票数   | 得票率 | 推薦・支持 |
| ---------- | ---- | ---------- | ------ | -------- | ------ | ---------- |
| 渡辺浩太郎 |      | 自由民主党 | 現     | 94,359票 | %      |            |
| 森田甲子三 |      | 日本社会党 | 新     | 75,550票 | %      |            |

1971年4月25日
1971年(昭和46年)4月25日の新潟市長選挙は、四選を目指す現職の渡辺浩太郎に対し、社共統一候補として「住みよい革新市政をつくる会」推薦の若槻勉が立候補した。
※当日有権者数：人 最終投票率：76%（前回比：pts）
| 候補者名   | 年齢 | 所属党派   | 新旧別 | 得票数    | 得票率 | 推薦・支持 |
| ---------- | ---- | ---------- | ------ | --------- | ------ | ---------- |
| 渡辺浩太郎 |      | 自由民主党 | 現     | 106,809票 | %      |            |
| 若槻勉     |      |            | 新     | 85,126票  | %      |            |

#### 1975年から1987年まで
1975年4月27日
1975年(昭和50年)4月27日の新潟市長選挙で現職・自民党公認の渡辺浩太郎は、福祉政策を基本課題に公害防止など生活環境整備に力点を置くとし、みなと大橋の架橋。流通センターの建設などの大型プロジェクト推進を訴えた。一方で日本社会党、日本共産党、公明党三党の共同推薦候補で、「住みよい革新市政をつくる会」、「学者、文化人の会」などが支持母体となった川上喜八郎は渡辺の政策を批判し、「新潟を人間が大切にされる人間都市につくりかえる」ことを訴えた。結果は4千票あまりの差で川上が当選し、新潟市に初の革新市長が誕生した。
※当日有権者数：人 最終投票率：%（前回比：pts）
| 候補者名   | 年齢 | 所属党派   | 新旧別 | 得票数    | 得票率 | 推薦・支持 |
| ---------- | ---- | ---------- | ------ | --------- | ------ | ---------- |
| 川上喜八郎 |      | 無所属     | 新     | 108,741票 | %      |            |
| 渡辺浩太郎 |      | 自由民主党 | 現     | 104,361票 | %      |            |

1979年4月22日
1979年(昭和54年)4月22日の新潟市長選挙は、再選を目指す川上喜八郎と、自由民主党推薦で前県会議員・長浜泰雄との対決となった。
川上は日本社会党、日本共産党、公明党、民社党の推薦を受け、「人間都市にいがたをつくる市民連合」を選挙母体とした。一方で長浜は「新潟市を愛する会」を選挙母体に、交通問題とみなと大橋建設中止に批判の的を絞ったが、9千票あまりの差で及ばなかった。
※当日有権者数：人 最終投票率：%（前回比：pts）
| 候補者名   | 年齢 | 所属党派 | 新旧別 | 得票数    | 得票率 | 推薦・支持 |
| ---------- | ---- | -------- | ------ | --------- | ------ | ---------- |
| 川上喜八郎 |      | 無所属   | 現     | 116,026票 | %      |            |
| 長浜泰雄   |      |          | 新     | 107,031票 | %      |            |

1983年1月30日
1982年(昭和57年)12月9日。川上喜八郎は病状悪化のため、市議会議長あてに辞表を提出。市議会は12月14日に辞任に同意した。その後川上喜八郎は市長選挙告示の1983年(昭和58年)1月20日に、入院先の新潟市民病院で息を引き取った。
1983年(昭和58年)1月30日の新潟市長選挙は、社会党・共産党両党推薦、公明党が支持の前助役・若杉元喜と、自民党推薦の長浜泰雄との間で争われた。若杉は川上市政の継承を掲げ、市民の政治参加による「人間都市」の建設推進を訴えた。長浜は、国・県と一体化した市政の重要性を強調し、市政奪還を訴えた。結果は、若杉が13,000票あまりの差で当選した。
※当日有権者数：人 最終投票率：67.8%（前回比：pts）
| 候補者名 | 年齢 | 所属党派 | 新旧別 | 得票数    | 得票率 | 推薦・支持 |
| -------- | ---- | -------- | ------ | --------- | ------ | ---------- |
| 若杉元喜 |      | 無所属   | 新     | 114,433票 | %      |            |
| 長浜泰雄 |      |          | 新     | 101,120票 | %      |            |

1987年1月18日
1987年(昭和62年)1月18日の新潟市長選挙は、自民党は独自候補の擁立を断念。若杉と、「無投票阻止、保守市政確率」を掲げる無所属の柾木昭伍の二人が立候補した。結果は、圧倒的な大差で若杉が再選した。
※当日有権者数：人 最終投票率：25.9%（前回比：pts）
| 候補者名 | 年齢 | 所属党派 | 新旧別 | 得票数   | 得票率 | 推薦・支持 |
| -------- | ---- | -------- | ------ | -------- | ------ | ---------- |
| 若杉元喜 |      | 無所属   | 現     | 79,901票 | %      |            |
| 柾木昭伍 |      | 無所属   | 新     | 4,927票  | %      |            |

#### 1990年以降
1990年11月18日
※当日有権者数：人 最終投票率：%（前回比：pts）
| 候補者名     | 年齢 | 所属党派 | 新旧別 | 得票数    | 得票率 | 推薦・支持 |
| ------------ | ---- | -------- | ------ | --------- | ------ | ---------- |
| 長谷川義明   | 56   | 無所属   | 新     | 114,069票 | %      |            |
| 吉田六左ェ門 | 50   | 無所属   | 新     | 100,066票 | %      |            |

1994年11月6日
※当日有権者数：人 最終投票率：%（前回比：pts）
| 候補者名   | 年齢 | 所属党派 | 新旧別 | 得票数   | 得票率 | 推薦・支持 |
| ---------- | ---- | -------- | ------ | -------- | ------ | ---------- |
| 長谷川義明 | 60   | 無所属   | 現     | 88,606票 | %      |            |
| 山田洋子   | 51   | 無所属   | 新     | 17,135票 | %      |            |
| 山口賢次郎 | 69   | 無所属   | 新     | 15,455票 | %      |            |

1998年11月8日
※当日有権者数：383,159人 最終投票率：36.97%（前回比：pts）
| 候補者名   | 年齢 | 所属党派 | 新旧別 | 得票数   | 得票率 | 推薦・支持 |
| ---------- | ---- | -------- | ------ | -------- | ------ | ---------- |
| 長谷川義明 | 64   | 無所属   | 現     | 98,488票 | %      |            |
| 丸山久明   | 60   | 無所属   | 新     | 41,403票 | %      |            |

2002年11月10日
※当日有権者数：413,521人 最終投票率：39.18%（前回比：pts）
| 候補者名 | 年齢 | 所属党派 | 新旧別 | 得票数   | 得票率 | 推薦・支持         |
| -------- | ---- | -------- | ------ | -------- | ------ | ------------------ |
| 篠田昭   | 54   | 無所属   | 新     | 74,554票 | 46.6%  |                    |
| 渡辺洋   | 65   | 無所属   | 新     | 69,381票 | 43.3%  | 自由民主党、公明党 |
| 高橋弘之 | 62   | 無所属   | 新     | 16,200票 | 10.1%  | 共産党             |

2006年11月12日
※当日有権者数：651,467人 最終投票率：40.71%（前回比：pts）
| 候補者名 | 年齢 | 所属党派 | 新旧別 | 得票数    | 得票率 | 推薦・支持 |
| -------- | ---- | -------- | ------ | --------- | ------ | ---------- |
| 篠田昭   | 58   | 無所属   | 現     | 188,028票 | 71.5%  |            |
| 荻荘誠   | 46   | 無所属   | 新     | 52,440票  | 19.9%  |            |
| 高橋弘之 | 66   | 共産     | 新     | 22,655票  | 8.6%   |            |

2010年11月14日
※当日有権者数：656,806人 最終投票率：31.04%（前回比：pts）
| 候補者名 | 年齢 | 所属党派 | 新旧別 | 得票数    | 得票率 | 推薦・支持 |
| -------- | ---- | -------- | ------ | --------- | ------ | ---------- |
| 篠田昭   | 62   | 無所属   | 現     | 154,880票 | 77.9%  |            |
| 石口徳夫 | 60   | 無所属   | 新     | 43,821票  | 22.1%  | 共産党     |

2014年11月9日
2014年3月21日に、新潟市議会現職議員の吉田孝志が出馬を表明した。
※当日有権者数：658,862人 最終投票率：40.57%（前回比：pts）
| 候補者名 | 年齢 | 所属党派 | 新旧別 | 得票数   | 得票率 | 推薦・支持        |
| -------- | ---- | -------- | ------ | -------- | ------ | ----------------- |
| 篠田昭   | 66   | 無所属   | 現     | 95,301票 | 36.2%  | 民主党 社会民主党 |
| 吉田孝志 | 52   | 無所属   | 新     | 88,206票 | 33.5%  | 自由民主党        |
| 斉藤裕   | 40   | 無所属   | 新     | 79,851票 | 30.3%  | 日本共産党        |

2018年10月29日
※当日有権者数：667,907人 最終投票率：49.83%（前回比：+9.26pts）
| 候補者名 | 年齢 | 所属党派 | 新旧別 | 得票数   | 得票率 | 推薦・支持                                 |
| -------- | ---- | -------- | ------ | -------- | ------ | ------------------------------------------ |
| 中原八一 | 59   | 無所属   | 新     | 98,975票 | 30.0%  | 支持：自民                                 |
| 小柳聡   | 31   | 無所属   | 新     | 90,902票 | 27.6%  | 支持：立民県連、国民県連、共産、自由、社民 |
| 吉田孝志 | 56   | 無所属   | 新     | 90,539票 | 27.4%  |                                            |
| 飯野晋   | 45   | 無所属   | 新     | 49,425票 | 15.0%  |                                            |

2022年10月23日
※当日有権者数：656,827人 最終投票率：32.10%（前回比：-17.73pts）
| 候補者名 | 年齢 | 所属党派 | 新旧別 | 得票数    | 得票率 | 推薦・支持       |
| -------- | ---- | -------- | ------ | --------- | ------ | ---------------- |
| 中原八一 | 63   | 無所属   | 現     | 151,887票 | 72.0%  |                  |
| 鈴木映   | 35   | 無所属   | 新     | 55,595票  | 26.0%  | 推薦：共産、社民 |